# Luciano Nunes Filho
Luciano Nunes Santos Filho (Teresina, 7 de outubro de 1977) é um advogado e político brasileiro com atuação no estado do Piauí.

## Dados biográficos
Filho de Luciano Nunes Santos e Maria Franci Ferreira Nunes Santos. Advogado com pós-graduação em Direito Administrativo pela Universidade Candido Mendes e mestre em Direito pela Universidade Católica de Brasília, foi eleito deputado estadual pelo PSDB em 2002, 2006, 2010 e 2014.
Licenciou-se da vida parlamentar para assumir o cargo de secretário de Administração no segundo mandato de Silvio Mendes na prefeitura de Teresina e na terceira e quarta passagem de Firmino Filho como prefeito da capital piauiense foi secretário municipal de Governo e presidiu a Fundação Municipal de Saúde. Em 2017 foi eleito presidente da União Nacional dos Legisladores e Legislativos Estaduais (UNALE). Em 2018 foi escolhido candidato a governador do Piauí.
Seu avô materno, Alcides Martins Nunes, foi eleito deputado estadual pelo Piauí em 1947, 1950 e 1954 e seu pai, Luciano Nunes Santos, foi eleito para o mesmo cargo em 1982, 1986 e 1990.